# Венціслав Айдарскі
Венціслав Айдарскі (17 лютого 1991) — болгарський плавець.
Учасник Олімпійських Ігор 2012, 2016 років.